# Lutz
För andra betydelser, se Lutz (olika betydelser).
Lutz är ett hopp i konståkning.
Alois Lutz, en österrikisk konståkare, var upphovsman till hoppet, 1913.
De olika stegen i hoppet är:
1. Bakåt ytterskär lo
2. Upphopp från bakåt ytterskär med hjälp av tåsättning
3. Rotation 1, 2, 3 eller 4 varv
4. Bakåt ytterskär